# Incident van 15 juli 1798

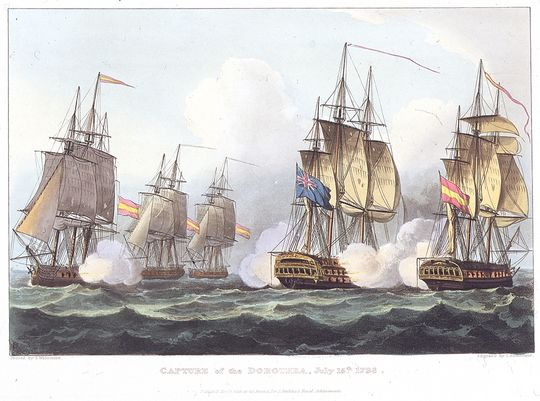
Beeld van Incident van 15 juli 1798. De HMS Lion in gevecht met de Santa Dorotea. Op de achtergrond de overige drie Spaanse fregatten.

Het Incident van 15 juli 1798 was een kleinere zeeslag tijdens de Franse mediterrane campagne van 1798. Ze werd uitgevochten op 15 juli 1798 voor de Spaanse kusten van de Middellandse Zee tussen het linieschip HMS Lion onder kapitein Manley Dixon van de Britse Royal Navy en een vloot van vier fregatten van de Spaanse marine, onder bevel van commandeur Don Felix O'Neil. Het was de eerste van een reeks militaire confrontaties gedurende de militaire expeditie in het Middellandse Zeegebied, waarbij de Fransen en de Spanjaarden tegenover de Britten en hun bondgenoten stonden.
De HMS Lion was een van de vele schepen die naar het westelijke Middellandse Zeegebied werden gestuurd door John Jervis, de commandant van de Britse Mediterranean Fleet, die zich opstelde op de Taag in Portugal tijdens de lente van 1798. De kleine Spaanse vloot was afkomstig van Cartagena in Murcia, waar het zeven dagen eerder was vertrokken. Het werd door de Britten opgemerkt toen het van een onsuccesvolle missie terugkeerde. Alhoewel de Spanjaarden een numeriek overwicht hadden, was ieder Spaans schip individueel gezien minder sterk dan de HMS Lion. Commandeur O'Neil slaagde er niet in om de Spaanse aanval goed te coördineren O'Neil. Als gevolg daarvan raakte het Spaanse fregat Santa Dorotea afgezonderd van de andere schepen, en werd het aangevallen door de HMS Lion.
Ondanks stevig tegenvuur van de overige drie Spaanse schepen, was de Santa Dorotea al gauw genoodzaakt om zich over te geven. O'Neil keerde daarom slechts met drie schepen terug naar Cartagena. De Britten stuurden het door hen pas veroverde schip naar Cádiz, waar het de overige schepen van de Royal Navy vervoegde. De HMS Lion bleef gedurende het jaar 1798 in het Middellandse Zeegebied, waar het later werd ingezet in de blokkade en het Malta en de blokkade van Alexandrië. De Spanjaarden, wiens havens onder voortdurende bedreiging stonden vanwege de Britten, lanceerden geen nieuwe militaire expedities meer op de Middellandse Zee gedurende het jaar 1798.